# Ступак Онисим Якович
Онисим Якович Ступак — вчитель, український громадський діяч у Микольську-Уссурійському.

## Життєпис
Перший голова (до 30 липня 1917 року), пізніше — член Ради Микольськ-Уссурійської Української Громади (1917–1919 роки), голова Далекосхідної української учительської спілки. У червні 1917 року — один з ініціаторів скликання та заступник голови Першого Українського Далекосхідного з'їзду.
В червні 1917—січні 1918 року — голова Тимчасового Далекосхідного Українського Крайового Комітету.
В липні 1917 року обраний депутатом Микольськ-Уссурійської міськоїдуми. У 1919 році запрошений як учитель до української школи в Харбінi (Маньчжурія). У 1920-х роках — голова Союзу українських втікачів Далекого Сходу в Харбіні, учитель 3-го (українського) міського училища.